# Plaça de les Bruixes
La Plaça de les Bruixes és un paratge situat a 542,3 m. d'altitud en el terme municipal de Bigues i Riells, al Vallès Oriental, en territori del poble de Riells del Fai.
Està situada en un relleix dels Cingles de Bertí, a la part baixa del Turó de l'Ullar, al damunt i a llevant del Paller del Boll i de la Madellota i a ponent dels Suros.
Aquest indret pren el nom del fet que s'hi atribueixen antigues trobades de bruixes.